# Hacılar
Hacılar é um distrito (em turco: ilçeler) da área metropolitana de Caiseri, na província de Caiseri e região administrativa da Anatólia Central da Turquia. Em 2016 tinha 12 482 habitantes. Situa-se cerca de 10 km a sul do centro urbano de Caiseri, no sopé do monte Argeu (Erciyes Dağı).
A área foi povoada principalmente a partir do século XV. Até à década de 1970, a economia local baseava-se sobretudo na agricultura, nomeadamente viticultura, criação de gado e artesanato. Na década de 1950, a indústria têxtil era a principal fonte de subsistência da população local. Nas décadas mais recentes, a indústria e o comércio tornaram-se mais importantes, embora a agricultura e pecuária continuem a ter alguma relevância. No distrito há várias fábricas de componentes elétricos, nomeadamente cablagem e fibras óticas, a primeira delas fundada em 1974.